# 武田光太郎
武田 光太郎（たけだ こうたろう、1956年5月5日 - ）は、東京都出身の俳優、朗読家、詩人。身長は172cm、体重は68kg。特技はダンス、日舞、乗馬。趣味は読書、絵画、映画、スキー、ゴルフ。

## 経歴
父は洋画家・武田範芳（フランス美術家連盟会員、1989年没）。文化学院卒。「アートサロン光琳」経営。読売カルチャー常任講師。日本新劇俳優協会会員。株式会社レオコーポレーション代表。
武田が5歳から12歳までの間、両親が日本とフランスを行き来しており、その間、姉の梢（現在一級建築士・構造士）と東京で生活していた。母はファッションデザイナーの妙子（伊東茂平門下）。タレントの武田真治は親戚。
地元狛江第三小学校から明治学院中学校に入学、最初は寄宿舎に入っていた。密かに入団試験を受けた、当時老舗子供劇団だった劇団こじかに入団。学業とのバランスに悩み、3年生の1月に地元狛江第二中学校に転校。元中学校から内申書も発行されないまま大東文化大学附属盈進高等学校に進学。
新劇俳優になる事を決心して文化学院文学部演劇科に入学。そこで尊敬する長岡輝子、北城真記子、利光哲夫、ニコラ・バタイユらに出会う。卒業後、蜷川幸雄にスカウトされ、帝国劇場『ハムレット』でデビュー。歴史上の人物も数多く演じている女役、男役を交互に演じ男女時代時空を超えた不思議俳優の王道を着実に歩んでいる。二十代前半からはじめた『星の王子様』、詩の朗読公演ポエテックリサイタルは14回を超え各地で朗読ライブ、講演会も精力的に行っている。

## 主な出演

### 舞台
- ハムレット（1978年 帝国劇場）
- どんながらしゃ細川ガラシャ（1978年 三越劇場） 明智光秀家の茶坊主役
- 下谷万年町物語（1981年 PARCO劇場）
- 回転ドアーの向こうの海（1982年 東芸劇場） ドラキュラ伯爵役
- 幻影のムーランルージュ（1998年 文化庁芸術祭参加作品、四谷区民ホール） ピアニスト・立川役
- 嘆きの春（1999年） 幼稚園園長・アキヒト役
- 異人達の辻（1999年 東京芸術劇場） 代議士秘書・相澤役
- 最後の晩餐（2000年 21ホール） 旅の詩人、精神科医、教頭役 ※主演作品
- 線路はつづくよ、どこまでも（2000年 シアターV赤坂） 高校教師　神埼役
- 銀河の彼方へ（2001年 エコルマホール） カンパネルラ役 ※主演作品　 俵万智とのコラボレーション
- 汽車はイーハトーボを超えて（2002年 青山円形劇場） 天界の車掌役 ※主演作品
- 松陰協奏曲 吉田松陰物語（2004年 ARスタジオ） 奉行長役
- 雑草の生い茂る小道（2005年 吉祥寺シアター） ニコラス・ハワーズ役
- 聖者のお水（2005年 ARスタジオ） 聖者役
- 「寺山修司という世界」毛皮のマリー（2006年 シアターイワト） 毛皮のマリー役 ※主演作品
- 明治一代女（2006年 三越劇場） 仮名垣魯文役
- 男装の麗人伝説 川島芳子物語（2006年 ARスタジオ） 田中隆吉大佐役、大田少佐役
- 薔薇戦争（2007年 タイニーアリス） ヘンリー六世役
- 赤い糸で縫い閉じて 漂流寺山修司（2007年） 毛皮のマリー役 ※主演作品
- 谷間の女たち（2008年 笹塚ファクトリー） ガブリエル神父役
- イリノイのリンカン リンカーン物語（2009年 俳優座劇場） ニニャン・エドワーズ役
- 首のない王妃 マリーアントワネットのその後（2011年 博品館劇場） 王妃マリーアントワネット役 ※主演作品
- 夏の世の夢（TYPES公演、2012年 シアターΧ） シーシアス、テセウス公爵役
- 浮世はチンドン出たとこ勝負（2012年 シアターΧ） 女形、千三郎役主演作品
- 12人の怒れる男（2013年 シアターアプローズ） 陪審員2号役
- リア王（2014年 江戸東京博物館大ホール） コンウォール公爵役
- キスしてほしい（2014年 新宿・紀伊国屋ホール） 佐々木弘毅役
- 夏の世の夢（2014年  俳優座劇場） スナッグ役
- シャンブルマンダリン　　(2015年 座・高円寺2)　マルセル役
- 不思議の国のアリス　(2015年 座・高円寺2)　ルイスキャロル役
- 屋根の上の魔女（2015年 紀伊國屋ホール） ビビアン役
- ハムレット（2015年 俳優座劇場） オズリック役
- ヴェニスの商人（2016年 俳優座劇場） アラゴン大公役
- 冬物語（2016年 座・高円寺） アンティゴナス役
- 夏の世の夢（2018年 シアターグリーン） スナッグ役
- 迷宮白波ホテル（2019年シアターΧ）美山由利の介役主演作
- 毛皮のマリー復活日本国憲法編（2019年  オメガ東京） 毛皮のマリー役主演
- サイゴン陥落の日（2020年 仙川劇場） 美容師 太郎役
- 自どり伝ヒトリデン（2021年シアターΧ） 手嶋光五郎役
- リア王(2022年) シアターグリーン）コンオール公爵役
- 薔薇の館(2022年新生館スタジオ) ブルーネ神父役
- 長い坂（2024年シアター1010ミニシアター） 谷宗岳役
- バーサよりよろしく（2024年ザムザ阿佐ヶ谷）バーサ役主演
- 父帰る（2025年新生館スタジオ）父　宗太郎役

### 朗読公演
- 武田光太郎ポエティックリサイタル Part1 - Part14（1979年 - 2010年、TOKYO FMホール/ニッパーズギンザ/THEハウス白金 他）
- 語りつぐことば『こどもたちの未来のために』
  - 東京大空襲偏（2004年）
  - 沖縄　広島偏（2008年）
- 日韓ドラマリーディング『自転車』（2005年、シアタートラム）※主演作品
- 武田光太郎ポエティックライブ『春を想う』（2005年）
- 日韓ドラマリーディング『山火』（2007年、シアタートラム）
- イリノイのリンカン（2007年、衎芸舘）
- 狛江第三小学校（2013年）『ようこそ先輩』 - オーケストラをバックに母校で『スーホの白い馬』朗読
- 武田範芳生誕100年記念ライブ（2013年、泉の森会館） 武田光太郎が父を語る
- われらが日本国憲法リーディング公演（2014年8月） ハーバート・ノーマン役
- 桜隊追悼朗読（2014年8月6日 五百羅漢寺） 仲みどりの生涯とそのカルテ
- 追悼（神山寛）スタジオhanabiクリスマス朗読公演（2018年12月）
- ロストインクリスマス 堀光太郎とリーディングライブ（2019年12月） 5人の女を演じる
- 水無月の会朗読公演　立食パーティー　鏡の中の男と女　書き下ろし朗読公演

### ディナーショー
- イタリアの夕べ レビューショー（1983年、ヒルトンホテル）
- 有馬徹とノーチェ・クバーナとともにレビューショー（1984年、高輪プリンスホテル）
- アンダルシアの風（2009年、エフエム東京 JET STREAM）

### 映画
- 婦人科病棟（1981年）斉藤典章役
- 男達のパッション（1983年）※主演作品

### テレビドラマ
- 黒岩重吾原作シリーズ『水の中の砂漠』（1979年、毎日放送）デザィナー役
- 東野圭吾原作 名探偵の掟（2009年、テレビ朝日）町田清一郎役
- 「月下燦然ノ星-帝都綺譚-」藤原中将役

### テレビ
- トゥナイト（テレビ朝日） レポーター
- 映画館が好きだ（ディレクTV）メインレギュラーナレーション

### CM
- 東芝
- カネボウ - 夏目雅子と共演

### 著作物
- 武田範芳生誕100年美術館

## 創作戯曲作品
- 三人のジュリエッタ（演劇表現塾グループ上演）
- 道（TOKYO FM HALL）
- パドーレ神父の背信（銀座ギャラリー悠玄）村上寿の一人芝居に書き下ろしした。
- 銀河の彼方に（エコルマホール）
- 汽車はイーハートーボを越えて（青山円形劇場）
- 首のない王妃 マリーアントワネットのその後（博品館劇場）
- 牡丹灯籠 ふたひらの蝶（演出作品）